# Torre Brunori
La Torre Brunori, anche detta Morone, è un rudere di una torre risalente al XIII o al XIV secolo d.C. Si trova lungo il viale dei Caduti per la Resistenza, nella zona urbanistica 12G Spinaceto, nella zona Z. XXVIII Tor de' Cenci, nel comune di Roma. Originariamente in quel luogo era situata una cisterna romana, su quest'ultima è stata costruita la torre.

## Storia
Assolse la funzione di torretta di avvistamento e prese il suo nome da Brunori da Gambara, un proprietario terriero vicino alla famiglia Farnese. Tuttavia in una carta scritta da Eufrosino della Volpaia nel 1547 è chiamata Torre Morone, rendendo così non del tutto certo il nome.
Serviva per controllare il territorio tra la via Laurentina e la strada che congiungeva la costa con i Colli Albani.
Nel XX secolo d.C. è stato costruito intorno alla Torre il moderno quartiere di Spinaceto, ma la torre è ancora oggi visibile da viale dei Caduti per la Resistenza, all'altezza del Palazzo Enasarco, il quale è situato tra i centri commerciali Galleria Garda I e Galleria Garda II.